# MoJo
Ichirō Tomita (富田 伊知郎, Tomita Ichirō, 24 de agosto de 1952), mais conhecido por seu nome artístico MoJo (モジョ) é um cantor e compositor japonês responsável pela trilha de várias séries e filmes de tokusatsu e anime. Seus trabalhos mais famosos provavelmente são como o vocalista das canções temáticas de Battle Fever J, Dai Sentai Goggle V, Kagaku Sentai Dynaman e Seiun Kamen Machineman.

## Carreira
Tomita começou a carreira cantando música folk japonesa. Em 1978, começou a compor e cantar mais comercialmente, ele costumava usar seu nome real (富田 伊知郎) como compositor, mas era creditado como とみたいちろう, "Tomita Chiro", como cantor. Nessa mesma época, começou a usar o nome artístico MoJo para seu trabalho em anison. Ele estreou nessa área cantando o tema de encerramento do anime Uchuu Majin Daikengo. Todavia, MoJo não se apresentava ao vivo, e os fãs não sabiam que "MoJo" era, na verdade, o cantor folk Chiro. Ele só viria a subir ao palco como MoJo em 1999.
Com seu nome original, lançou dois álbuns folk: TAKE1, de 1973; e STEP TO MY WAY, de 1976. Ambos pela Elec Records. Entretanto, o final da década de 70 viu um declínio do gênero que acabou por encerrar a carreira de alguns artistas folk. Tomita decidiu, então, se focar em outros gêneros, como músicas para anime e tokusatsu.
Tomita gravou mais de 80 canções para séries Super Sentai, variando desde os temas principais de abertura, passando por image songs e até covers. Na época, ele, Akira Kushida e Takayuki Miyauchi eram considerados "Tamashii no Sankyoudai", algo como "os Três Irmãos Espirituais" do tokusatsu, tendo feito shows sob tal alcunha.
Participou do show "Super Hero Spirits" em 1999, após um hiato, e foi quando usou o nome artístico MoJo pela primeira vez no palco.
Em 2007, se apresentou no Brasil, participando da Anime Friends.
Em 2017, foi convidado ao programa Gekkan Music☆Star, onde conversou com Takayuki Miyauchi sobre sua paixão pelo que faz, dizendo que músicas de anime são uma fonte de alegria e saúde.